# Canton de Bosnie centrale
Bosnie centrale est un canton de la fédération de Bosnie-et-Herzégovine.

## Géographie
C’est le cinquième canton le plus étendu de la fédération. Ses villes les plus peuplées sont Bugojno (41 378 habitants), Travnik (31 127 habitants), Novi Travnik (10 006 habitants), Jajce (9 763 habitants), Kiseljak (8 475 habitants) et Fojnica (8 244 habitants).

## Économie
L’économie du canton est basée sur l’agriculture et le commerce. Son produit intérieur brut par habitant est proche de la moyenne du pays.